# Fundpunkt
Ein Fundpunkt ist die Lagerstätte in einem Schacht oder Bergwerk, an der Mineralien zuerst entdeckt wurden. 
Der Fundpunkt einer Mutung durfte nicht nur aus den Akten, sondern er musste aus dem offenen Schurf ersichtlich sein. Ein Nachweis eines Fundpunktes erfolgt durch eine Verleihung der Lagerstätte.